# Paolo Baffi
Pour les articles homonymes, voir Baffi.
Paolo Baffi, né le 5 août 1911 à Broni, en Lombardie et mort le 4 août 1989 à Rome, est un économiste italien, qui fut Gouverneur de la Banque d'Italie de 1975 à 1979.

## Biographie
Après avoir été maître de conférences à la faculté d'économie et commerce de l’Université Bocconi de Milan où il m'avait pris sa licence en 1932, Paolo Baffi entre à la Banque d'Italie en 1936, devenant responsable des études et, de 1960 à 1975, directeur général.
Professeur associé à la faculté de sciences politiques de l'université de Rome « La Sapienza » à partir de 1970. En 1972 il devient correspondant de l’Accademia dei Lincei. 
Nommé gouverneur de la Banque d'Italie en août 1975 par le président du conseil Aldo Moro. Il remplace Guido Carli, démissionnaire.
En mars 1979, il est mis en cause lors d’une information judiciaire sur l’absence de vigilance sur les instituts de crédit, ouverte par le substitut du procureur de la République de Rome Luciano Infelisi et conduite par le juge instructeur Antonio Alibrandi. Le vice-directeur général de la Banque d’Italie, Mario Sarcinelli, lui aussi inculpé, est même mis aux arrêt. Une vague d’indignation s’abat sur la magistrature de Rome. Baffi et Sarcinelli reçoivent d’innombrables manifestations de soutien. Par la suite, ils sont tous deux totalement mis hors de cause par l’instruction, mais Baffi qui échappe à la honte de l’arrestation en raison de son âge, préfère démissionner de sa charge de gouverneur en septembre 1979. Avant de céder sa fonction, il suggère le nom de son successeur Carlo Azeglio Ciampi au président du Conseil Francesco Cossiga.
Baffi a été acquitté: l'acte d'accusation n'était pas fondé. Le suspect est qu'il a été mis en examen pour "indication" de puissances étrangères puissantes parce qu'il défendait les intérêts de l'Italie dans les négociations en vue de l'entrée dans la nouvelle monnaie unique européenne.
Il reçoit le titre de gouverneur honoraire et, jusqu’à sa mort en août 1989, il est conseiller et du 13 septembre 1988 vice-président de la Banque des règlements internationaux (BRI).
La bibliothèque de la Banque d'Italie porte son nom depuis 1990.

## Distinctions
- Chevalier grand-croix de l'ordre du Mérite de la République italienne, le 2 juin 1965[1]